# Charles Dingle

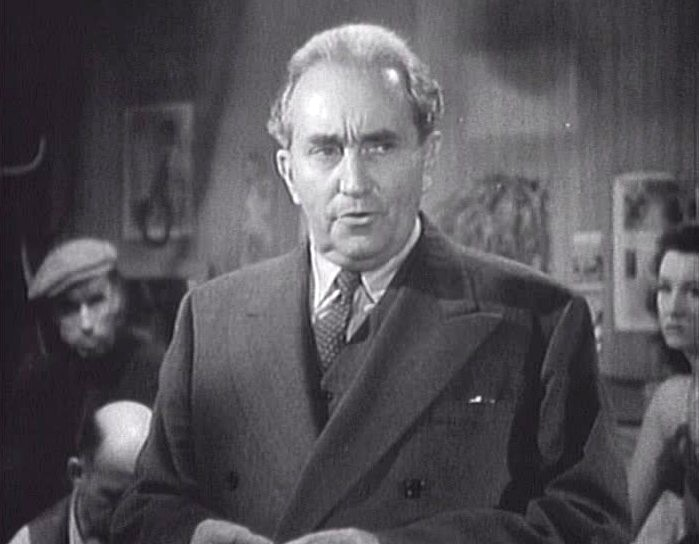
Charles Dingle i filmen Mord i baletten.

Charles Dingle, född 28 december 1887 i Wanash, Indiana, död 19 januari 1956 i Worcester, Massachusetts, var en amerikansk skådespelare.

## Filmografi, urval
- 1941 – Johnny Eager
- 1942 – Kvinnan utan nåd
- 1942 – Han kom om natten
- 1943 – Sången om Bernadette
- 1943 – Mord i baletten
- 1945 – Se opp för flickor!
- 1946 – Duell i solen
- 1947 – Åh, en sån deckare!
- 1948 – I valet och kvalet